# Copa da Escócia de 2003–04
A Copa da Escócia de 2003-04 foi a 119º edição do torneio mais antigo do futebol da Escócia. O campeão foi o Celtic F.C., que conquistou seu 32º título na história da competição ao vencer a final contra o Dunfermline Athletic F.C., pelo placar de 3 a 1.

## Premiação
| Copa da Escócia de 2003-04       |
| Escócia                          |
| -------------------------------- |
| Celtic F.C. Campeão (32º título) |